# Clinical Colorectal Cancer
Clinical Colorectal Cancer and other Gastrointestinal Malignancies, abgekürzt Clin. Colorectal Cancer, ist eine wissenschaftliche Fachzeitschrift, die von der CIG Media Group veröffentlicht wird. Die Zeitschrift erscheint mit vier Ausgaben im Jahr. Es werden Arbeiten veröffentlicht, die sich mit allen Aspekten der Prävention, des Nachweises und der Behandlung von gastrointestinalen Tumoren beschäftigen.
Der Impact Factor lag im Jahr 2016 bei 4,507. Nach der Statistik des ISI Web of Knowledge wird das Journal mit diesem Impact Factor in der Kategorie Onkologie an 57. Stelle von 217 Zeitschriften geführt.